# Robert Tepper
Robert Tepper, född Antoine Roberto Teppardo 30 maj 1950 i Bayonne, New Jersey, är en amerikansk sångare, mest känd för sin hitlåt "No Easy Way Out" från Rocky IV-filmen.

## Diskografi
Soloalbum
- 1986 – No Easy Way Out
- 1988 – Modern Madness
- 1996 – No Rest for the Wounded Heart
- 2012 – New Life Story
- 2019 – Better Than the Rest